# 新铺镇 (勉县)
新铺镇，是中华人民共和国陕西省汉中市勉县下辖的一个乡镇级行政单位。
2015年，陕西省民政厅批复同意撤销青羊驿镇，并入新铺镇。

## 行政区划
新铺镇下辖以下地区：
。